# A casa di Fran
A casa di Fran (Living With Fran) è una sitcom con episodi della durata di circa 30 minuti, trasmessa negli Stati Uniti d'America dall'8 aprile 2005 al 24 aprile 2006 per sole due stagioni dal network The WB. In Italia la prima stagione è stata trasmessa il sabato pomeriggio da Italia 1 dal 4 febbraio al 27 maggio 2006.

## Produzione
La serie ha segnato il breve ritorno in tv, dopo 6 anni, di Fran Drescher che della sit-com è anche produttrice esecutiva. Partita come mid-season ad aprile del 2005, della prima stagione la WB ha trasmesso solo 7 episodi (sui 13 prodotti), indecisa sul riconfermarla o meno per la stagione successiva dati gli ascolti non esaltanti; tuttavia, a maggio del 2005, la WB ha riconfermato la sit-com per una seconda stagione di cui però ordinò solo 13 episodi per testare la reazione del pubblico che fu abbastanza tiepida portando la WB, anche in vista della prossima fusione con la UPN avvenuta nel settembre del 2006, a cancellare la serie, nel marzo dello stesso anno, insieme ad altre sit-com tra le quali Le cose che amo di te, interrompendo la sit-com con un totale di 26 episodi prodotti dei quali restano inediti, negli USA, i 6 episodi della prima stagione non trasmessi l'anno precedente.
I personaggi di Fran e Riley sono comparsi per la prima volta in un episodio della terza stagione di Le cose che amo di te, dato il successo di quest'ultima, per promuovere la sit-com che sarebbe andata in onda proprio in coda alla serie con Jennie Garth e Amanda Bynes. Sul finire della prima stagione, Fran Drescher ebbe l'idea di far interpretare il ruolo del suo ex-marito allo storico partner Charles Shaughnessy (l'indimenticato Maxwell Sheffield de La tata), che fa la sua prima comparsa nell'episodio 01x03; data la bella alchimia instaurata sul set, Charles diventa un ricorrente nella serie e prenderà parte a circa la metà (6 episodi su 13) della seconda stagione (manovra sicuramente mirata anche al risollevamento degli ascolti). Come già successo ad altre sit-com in onda sulla WB, anche A casa di Fran è stata trasmessa con un ordine degli episodi totalmente casuale, non rispettando la cronologia della storia.

## Trama
Fran Reeves, una donna divorziata che vive nella periferia di New York, è fidanzata con Riley Martin, bello ma soprattutto più giovane di lei. La loro relazione viene complicata dai figli di Fran: Josh (21 anni) ed Allison (15 anni) e dalle intromissioni dei genitori di Riley e dell'ex marito di lei.

## Episodi
| Stagione         | Episodi | Prima TV originale | Prima TV Italia |
| ---------------- | ------- | ------------------ | --------------- |
| Prima stagione   | 13      | 2005               | 2006            |
| Seconda stagione | 13      | 2005-2006          | 2007            |

## Personaggi e interpreti

### Personaggi principali
- Fran Reeves, interpretata da Fran Drescher, doppiata da Lorenza Biella
- Riley Douglas Martin, interpretato da Ryan McPartlin, doppiato da Niseem Onorato
- Allison Reeves, interpretata da Misti Traya, doppiata da Alessia Amendola
- Josh Reeves, interpretato da Ben Feldman, doppiato da Alessandro Tiberi

### Personaggi ricorrenti
- Ted Reeves (7 episodi), interpretato da Charles Shaughnessy, doppiato da Gianni Giuliano
- Duane (6 episodi), interpretato da Brandon Williams, doppiato da David Chevalier
- Becca (5 episodi), interpretata da Caitlin Crosby
- Cugino Merrill (4 episodi), interpretato da Debi Mazar
- Todd (3 episodi), interpretato da Ryan Devlin
- Danny (3 episodi), interpretato da Richard Trapp
- Deedee (2 episodi), interpretata da Brittany Eldridge
- Tina (2 episodi), interpretata da Tess Parker
- Alan (2 episodi), interpretato da Jamie Kennedy
- Greg Peters (3 episodi), interpretato da Tim Meadows